# Bejrút–Rafic Hariri nemzetközi repülőtér
A Bejrút–Rafic Hariri nemzetközi repülőtér (arabul: مطار رفيق الحريري الدولي بيروت, korábban: Bejrúti nemzetközi repülőtér, (IATA: BEY, ICAO: OLBA)) Libanon egyetlen működő kereskedelmi repülőtere. Bejrút déli külvárosában található, mindössze 9 km-re a városközponttól. Éves utasforgalma 8 834 819 fő (2018).

## Futópályák
A repülőtér futópályái:
- 03/21 (3800 m, 45 m, beton)
- 16/34 (3395 m, 45 m, beton)
- 17/35 (3250 m, 45 m, aszfalt)

## Forgalom
Az utasforgalom az elmúlt években az alábbi módon változott:
| Utasok száma | 637 944 | 1 343 289 | 1 715 434 | 2 222 344 | 2 606 861 | 2 463 576 | 4 952 899 | 5 960 414 | 7 203 781 | 8 834 819 |
|              | 1990    | 1993      | 1996      | 1999      | 2002      | 2006      | 2009      | 2012      | 2015      | 2018      |

## Galéria
- Airbus A320 végez leszállást a 16-os számú futópályáján

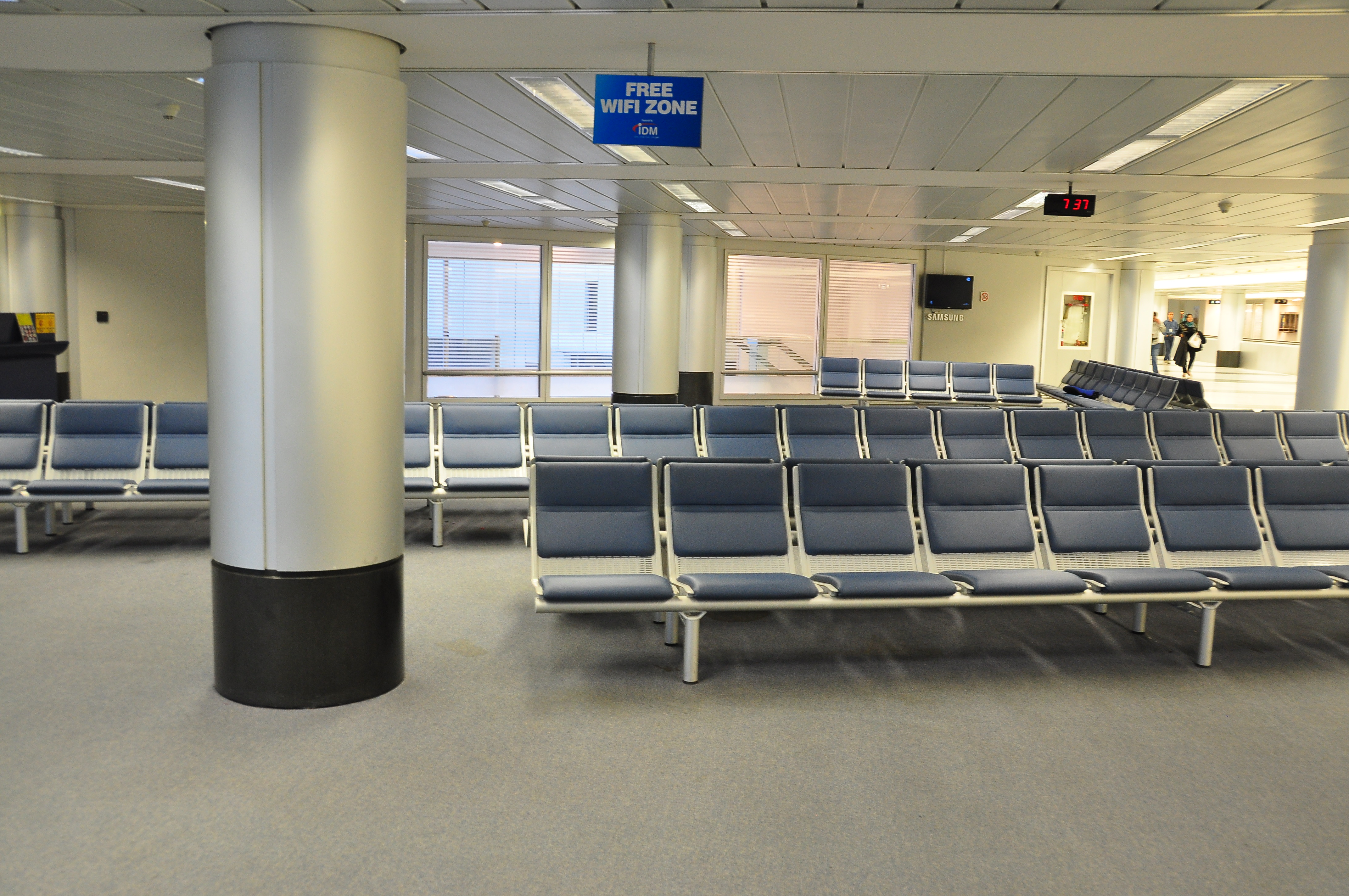
Váróterem
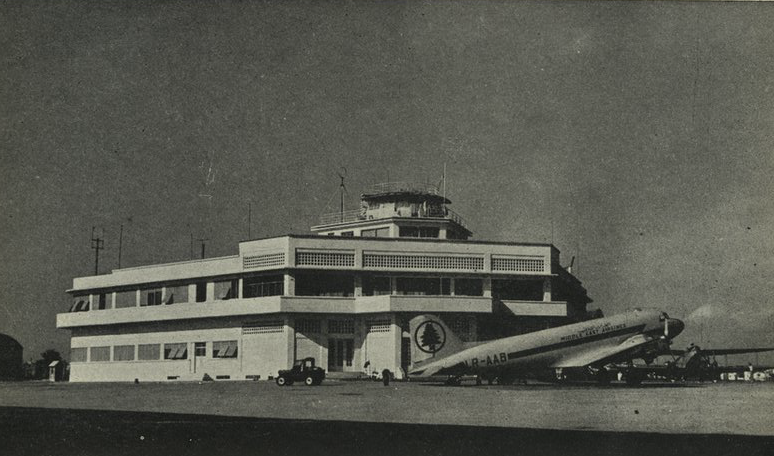
1947